# HMS Curacoa (D41)
«Кюрасао» (D41) (англ. HMS Curacoa (D41) — військовий корабель, легкий крейсер типу «C» підкласу «Сіерез» Королівського військово-морського флоту Великої Британії за часів Другої світової війни.

## Історія створення
«Кюрасао» був закладений у липні 1916 року на верфі компанії Pembroke Dockyard у Пембрукі. 5 травня 1917 року спущений на воду, а 18 лютого 1918 року увійшов до складу Королівських ВМС Великої Британії.

## Історія служби
Легкий крейсер встигнув увійти до строю до кінця Першої світової війни, входив до складу сил Гаріджа, але значної участі у боях взяти не встигнув. На початку 1919 року входив до складу Атлантичного флоту, але вже незабаром переведений до британських сил, що билися проти більшовиків на Балтійському морі. Під час ведення воєнних дій підірвався на морській міні та відбув на ремонт до Англії. У 1920—1928 роках в Атлантичному флоті, за цей час на короткий термін (1922—1923) був включений до британського флоту на Середземному морі на підтримку Туреччини. 1929 році переведений до Середземноморського флоту.
З липня 1939 року перероблений на крейсер ППО, брав участь у бойових діях на морі в Другій світовій війні, бився у Північній Атлантиці, біля берегів Норвегії, супроводжував конвої. 24 квітня 1940 року під час Норвезької кампанії дістав серйозних пошкоджень від удару німецького бомбардувальника III./LG 1, більше року перебував на ремонті.
2 жовтня 1942 року затонув внаслідок зіткнення з лайнером «Квін Мері», який транспортував 10 000 американських солдатів 29-ї піхотної дивізії на відстані 60 км від Ірландії
За проявлену мужність та стійкість у боях Другої світової війни бойовий корабель заохочений чотирма бойовими відзнаками.